# Theodor Lente
Theodor Lente, född 16 mars 1605 i Osnabrück, död 20 februari 1668, var en dansk ämbetsman. Han var far till Johan Hugo von Lente och Christian von Lente.
Lente kom 1637 i tjänst hos prins Fredrik och blev en av dennes mer betrodda män.